# HydroGNSS
HydroGNSS ou Scout-2 est une mission spatiale de l'Agence spatiale européenne dont l'objectif est de mesurer quatre variables essentielles contribuant à caractériser le climat : l'humidité du sol, les surfaces inondées, les zones de dégel/regel du pergélisol et la biomasse au-dessus du sol. HydroGNSS, comprend deux microsatellites équipés de réflectomètres GNSS volant en formation. Ils doivent être placés sur une orbite terrestre basse en 2025. La durée de la mission primaire est de 3 ans. HydroGNSS fait partie du programme Scout qui regroupe des missions à faible cout rattachées au programme d'observation de la Terre Earth Explorer de l'agence spatiale. Les missions SCOUT ont pour objectif de démontrer les capacités de satellites de petite taille à répondre aux besoins satisfaits aujourd'hui par des missions beaucoup plus couteuses.

## Contexte
L'Agence spatiale européenne a créé en 2019 une nouvelle classe de missions spatiales, les missions Scout, au sein de son programme d'observation de la Terre Earth Explorer. L'objectif est d'évaluer les capacités de micro-satellites à fournir des données scientifiques présentant une valeur ajoutée avec une phase de développement très courte (3 ans) et pour un cout réduit (plafond de 30 millions euros du début de la conception jusqu'à la fin de la mission). HydroGNSS est la deuxième mission Scout. Elle doit recueillir quatre caractéristiques hydrologiques ayant un impact fondamental sur le climat, la météorologie et la vie sur Terre. Ces données sont l'humidité du sol, les surfaces inondées, les zones de dégel/regel du pergélisol et la biomasse au-dessus du sol. 

Schéma montrant le principe de fonctionnement de la technique du GNSS-R.

HydroGNSS utilise la technique de la réflectométrie GNSS. Celle-ci repose sur l'utilisation des les signaux radio des systèmes de positionnement par satellites (GPS, Galileo, Glonass, Beidou,...) à la fois directs et réfléchis par la surface. L’analyse de la corrélation et du retard de phase entre les signaux émis par les satellites de navigation et les mêmes signaux réfléchis par la surface de la Terre permettent d'en déduire la hauteur du satellite au-dessus de la surface (et corrélés avec d'autres informations de navigation l'altitude de celle-ci au-dessus d'un niveau de référence de la surface). Par ailleurs l'analyse des formes d'ondes du signal réfléchi permet d'estimer des caractéristiques de la surface réfléchissante comme le taux d'humidité du sol terrestre, la forme des vagues, la vitesse des vents de surface,... Cette technique a été mise en oeuvre notamment par la constellation de nano-satellites CYGNSS de la NASA lancée en 2016 pour mesurer la vitesse du vent dans les cyclones tropicaux,,.

## Historique du projet
L'Agence spatiale européenne sélectionne en mars 2021 HydroGNSS en tant que deuxième mission Scout (la première est ESP-MACCS annulée en 2023 pour des raisons budgétaires). Le consortium industriel chargé de développer HydroGNSS  a comme chef de file la société anglaise SSTL, qui a joué un rôle de pionnier dans le domaine de la réflectométrie GNSS et qui fournit le système complet. Plusieurs instituts scientifiques - Centre océanographique national (Royaume-Uni), Institut géospatial de Nottingham (Royaume-Uni), Université de Rome « La Sapienza » (Italie), Institut des études spatiales de Catalogne (Espagne) et Institut météorologique finlandais (Finlande) - sont chargés de développer les techniques d'extraction permettant de fournir les produits attendus. Le contrat d'un montant de 24 millions €, qui porte sur la fabrication d'un satellite et pose une option pour un deuxième satellite, est signé en octobre 2021. En mars 2023 l'Agence spatiale européenne lève l'option sur le deuxième satellite ce qui permet d'abaisser le taux de revisite de la surface de la Terre par un satellite HydroGNSS de 30 à 15 jours.

## Objectifs
La constellation doit fournir les données attendues en atteignant les performances résumées dans le tableau ci-dessous.
| Variable hydrologique | Type de mesure | Résolution spatiale | Incertitude | Résolution temporelle |
| --- | -------------- | ------------------- | ----------- | --------------------- |
| Humidité du sol | m³/m³          | 25 km               | 0,04        | 15 jours¹             |
| Surface inondée | oui/non        | 25 km               | 90%         | 15 jours¹             |
| Dégel/regel du pergélisol | oui/non        | 25 km               | 90%         | 15 jours¹             |
| Biomasse au-dessus du sol | tonne/hectare  | 25 km               | 20% ²       | 15 jours¹             |
| ¹ Avec une constellation de deux satellites ; ² ou 10 tonnes/hectare lorsque la biomasse est inférieure à 50 tonnes par hectare. |                |                     |             |                       |

Les données produites pourront compléter celles collectées par les missions SMOS, Biomass, Sentinel 1 de l'Agence spatiale européenne et SMAP de la NASA.

## Caractéristiques techniques
La mission HydroGNSS utilise deux micro-satellites stabilisé 3 axes d'une masse au lancement de 65 kilogrammes. La plateforme (bus) de chaque satellite est de type SSTL-21, le plus petit des modèles pour micro-satellites produits par la société britannique SSTL. Sa masse est de 40 kilogrammes (hors charge utile et ergols) et ses dimensions avant déploiement des différents appendices est de 45 cm x 45 cm x 70 cm. Ses panneaux solaires déployés en orbite fournissent 56 Watts (le consommation moyenne maximale est de 41,5 Watts) Les données sont transmises au sol en bande X avec un débit pouvant atteindre 160 mégaoctets/seconde. Le satellite dispose d'une antenne cornet pour les émissions en bande X et de quatre antennes patch pour les communications en bande S (télémesures, commandes). Le satellite utilise une propulsion électrique au xénon pour les corrections d'orbite (calage de l'orbite initiale, manœuvre d'évitement en cas de risque de collision, abaissement de l'orbite en fin de mission). Celui-ci permet une modification de vitesse sur l'ensemble de la mission de 30 m/s (13,6 m/s sont nécessaires pour répondre aux deux premiers besoins durant la mission primaire).
Le réflectomètre GNSS comprend une antenne patch pointée vers le zénith qui recueille les signaux directement en provenance des satellites de navigation et un des antennes patch tournées vers le nadir (surface) qui reçoivent les signaux réfléchis par le sol. Un processeur calcule une fois par seconde des cartes de décalage Doppler à partir de ces deux sources. Les antennes recoivent deux types de fréquences et deux types de polarisation.

## Déroulement de la mission
Il est prévu que les deux satellites soient lancés en même temps en 2025 sur un vol de type rideshare (vol partagé avec d'autres charges utiles) et qu'ils soient placés sur une orbite héliosynchrone à une altitude de 550 kilomètres avec des plans orbitaux séparés de 180°. La durée de la mission primaire est de 3 ans et une extension de deux ans est prévue. 